# Полутушканчиковые
Полутушканчиковые (лат. Zapodidae) — семейство грызунов.

## Общее описание
Внешне похожие на мышей грызуны отличаются от них удлинёнными задними конечностями, и, как правило, присутствием четырёх пар коренных зубов в каждой челюсти. Все конечности 5-палые, с развитыми когтями, но первый палец на передних конечностях является рудиментарным и снабжён плоским ногтем. Хвост значительно длиннее туловища — 6,5—16 см, покрыт роговыми чешуйками и редкими волосками, используется как балансир. У китайской мышовки (Eozapus setchuanus) можно увидеть на брюхе характерный знак Y.

## Распространение
Представители семейства распространены в Северной Америке и Китае. В Северной Америке эти грызуны населяют лесную, лесостепную и степную зоны.

## Образ жизни
Это одиночные животные, ведущие преимущественно ночной образ жизни. День проводят в норах, которые выкапывают сами, или занимают норы других грызунов; селятся также в трещинах под камнями, под упавшими стволами деревьев. Питаются различными растительными кормами, а также мелкими беспозвоночными.

## Классификация
База данных Американского общества маммологов (ASM Mammal Diversity Database) признаёт 3 рода и 11 видов полутушканчиковых:
- Род Eozapus
  - Китайская мышовка (Eozapus setchuanus)
- Род Napaeozapus
  - Napaeozapus abietorum
  - Лесной полутушканчик (Napaeozapus insignis)
- Род Полутушканчики (Zapus)
  - Луговой полутушканчик (Zapus hudsonius)
  - Zapus luteus
  - Zapus montanus
  - Zapus oregonus
  - Zapus pacificus
  - Западный полутушканчик (Zapus princeps)
  - Zapus saltator
  - Тихоокеанский полутушканчик (Zapus trinotatus)